# Het Wervelend Oor

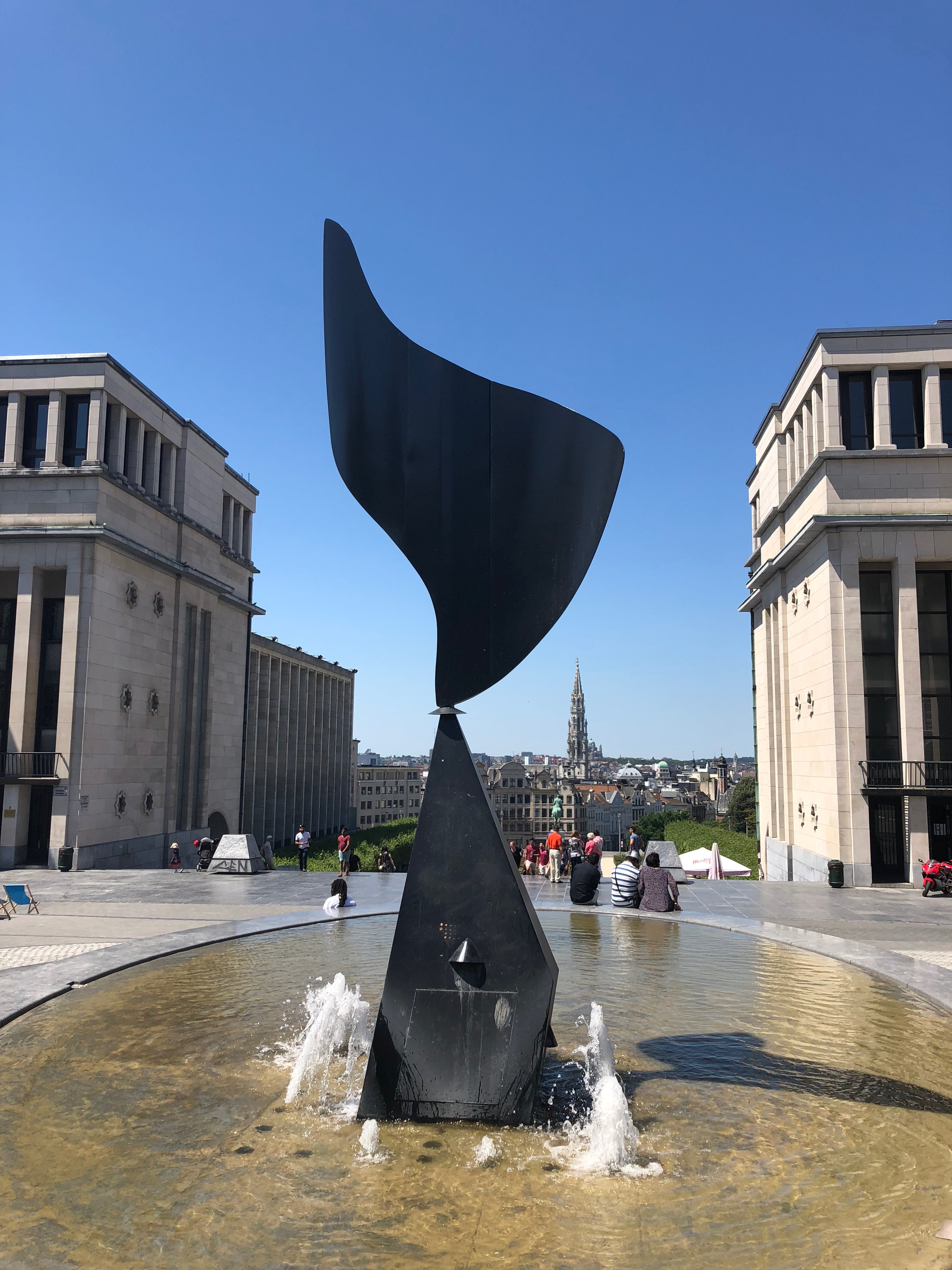
Het Wervelend Oor (2018)

Het Wervelend Oor (Engels: The Whirling Ear, Frans: L'oreille tourbillonnante) is een artistiek kunstwerk in de Belgische stad Brussel. Het werd in 1958 naar aanleiding van Expo 58 door Alexander Calder ontworpen en bevindt zich op de Koudenberg tussen de Kunstberg en het Koningsplein.

## Geschiedenis
De Amerikaanse beeldhouwer Alexander Calder ontwierp voor het Amerikaanse paviljoen op Expo 58 fonteinen met een abstracte sculptuur, die hij later The Whirling Ear noemde. Na de wereldtentoonstelling werd het kunstwerk aan België geschonken. De sculptuur stond jarenlang in een uitgedroogd bassin op de Heizel en restauratiewerken werden uitgesteld, waardoor Calder overwoog het verroeste kunstwerk zelf terug te kopen. Eind jaren 1990 bereikten de stad Brussel en de Koninklijke Musea voor Schone Kunsten van België een akkoord en in 2000 werd het kunstwerk naar de Kunstberg verplaatst.